# Ryszard Jastrzębski
Ryszard Stefan Jastrzębski (ur. 15 czerwca 1956 w Nowej Rudzie) – polski polityk, rolnik, samorządowiec, działacz sportowy, poseł na Sejm X i I kadencji.

## Życiorys
Ukończył w 1974 Zasadniczą Szkołę Zawodową w Nowej Rudzie. Od 1974 do 1981 pracował w kłodzkim oddziale Opolskich Zakładów Napraw Samochodów. W 1981 rozpoczął prowadzenie indywidualnego gospodarstwa rolnego. W latach 90. pełnił funkcję zastępcy burmistrza Kłodzka. W latach 1998–2002 był z listy Przymierza Społecznego radnym i przewodniczącym rady gminy Kłodzko. Od 2001 do 2002 był prezesem Miejskiego Klubu Sportowego Nysa Kłodzko.
Sprawował mandat posła na Sejm X kadencji z ramienia Zjednoczonego Stronnictwa Ludowe (zasiadał w Naczelnym Komitecie tej partii) z okręgu Wałbrzych oraz I kadencji z listy Polskiego Stronnictwa Ludowego, wybranego w okręgu wałbrzyskim. Zasiadał w Komisji Rolnictwa i Rozwoju Wsi, Komisji Obrony Narodowej oraz w Komisji Ustawodawczej. W wyborach parlamentarnych w 1997 bez powodzenia kandydował do Senatu z ramienia PSL. Był wiceprezesem zarządu tej partii w Kłodzku.
Pod koniec lat 90. przystąpił do Partii Ludowo-Demokratycznej (w 2003 stanął na czele struktur wojewódzkich partii), następnie przeszedł do Samoobrony RP. Z list tej ostatniej w wyborach w 2006 bezskutecznie kandydował do rady powiatu kłodzkiego. Objął także funkcję sołtysa wsi Wilcza.
W wyborach samorządowych w 2010 kolejny raz bez powodzenia kandydował na radnego rady powiatu z listy Platformy Obywatelskiej. Z ramienia PSL w 2014 również ubiegał o mandat radnego powiatowego z ramienia komitetu organizowanego przez to ugrupowanie. W 2018 został natomiast wybrany na radnego gminy Kłodzko, następnie objął funkcję jej przewodniczącego. Mandat radnego utrzymał także w 2024, pozostał również na stanowisku przewodniczącego rady.
W 1985 odznaczony Brązowym Krzyżem Zasługi.